# Hillerød (gemeente)
Hillerød is een gemeente in de Deense regio Hovedstaden ("hoofdstad"). De gemeente telt 51.183 inwoners (2020), de stad Hillerød 33.391 inwoners (2020).
Bij de herindeling van 2007 werd Skævinge bij Hillerød gevoegd.
Tot 2006 was de plaats onderdeel van provincie Frederiksborg. Per 1 januari 2007 werd Hillerød de hoofdstad van de regio Hovedstaden.
In Hillerød ligt het Renaissancekasteel Frederiksborg Slot.

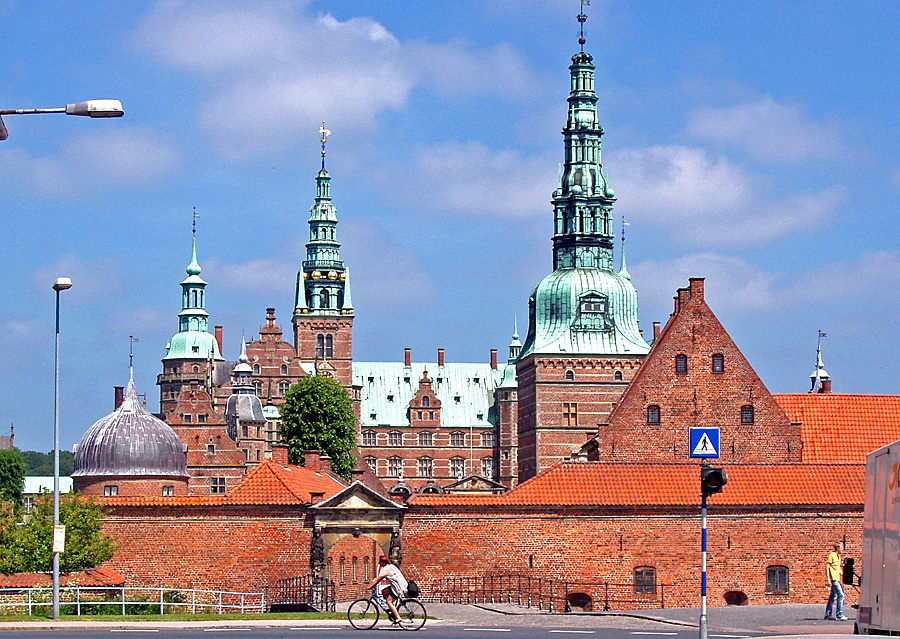
Frederiksborg Slot

## Plaatsen in de gemeente
- Skævinge
- Store Lyngby
- Meløse
- Gørløse
- Nørre Herlev
- Uvelse
- Alsønderup
- Gadevang
- Hillerød
- Nødebo
- Ny Hammersholt
- Tulstrup
- Lille Lyngby

## Geboren
- Lene Maria Christensen (1972), actrice
- Stine Jensen (1972), Deens-Nederlands filosofe, publiciste en columniste
- Lotte Jensen (1972), Deens-Nederlands hoogleraar literatuur en cultuurgeschiedenis
- Kurt Trampedach (1943), kunstenaar

Albertslund · Allerød · Ballerup · Bornholm · Brøndby · Dragør · Egedal · Fredensborg · Frederiksberg · Frederikssund · Furesø · Gentofte · Gladsaxe · Glostrup · Gribskov · Halsnæs · Helsingør · Herlev · Hillerød · Høje-Taastrup · Hørsholm · Hvidovre · Ishøj · København · Lyngby-Taarbæk · Rødovre · Rudersdal · Tårnby · Vallensbæk